# 茂木優
茂木 優（もてぎ まさる、1977年10月18日 - ）は、日本の男性声優。81プロデュース所属。埼玉県出身。

## 人物
声種はバリトン。
声優としては、テレビアニメ、外画吹き替えを中心に活躍。
趣味・特技は殺陣、ダンス。

## 出演

### テレビアニメ
1999年
- 爆球連発!!スーパービーダマン（係員）

2000年
- ゾイド -ZOIDS-（兵士、オペレーター）
- とっとこハム太郎（2000年 - 2001年、サンタB、アレクサンダーの飼い主）

2001年
- グラビテーション（相撲取りA）
- 幻想魔伝 最遊記（神）
- サラリーマン金太郎（木津、元八洲、通行人、男A、郵便配達 他）
- 星界の戦旗II（ガボート）
- ゾイド新世紀スラッシュゼロ（コーガ、バイヤース、ウォリアー、バックドラフト団員、兵士 他）
- ノワール（男B、男C、構成員B）
- はじめの一歩（観客）
- パラッパラッパー（受付員）
- フィギュア17 つばさ&ヒカル（保護官）
- HELLSING（使者）
- ポケットモンスター（通訳詐欺団部下、大道芸人、審判、老人）

2002年
- 王ドロボウJING
- キックオフ2002（コーチ）
- ロックマンエグゼ シリーズ（2002年 - 2005年、クイックマン、支配人、若者、暁太陽、ゾアノクイックマン 他）- 3シリーズ

2003年
- カスミン（霧の者、梯子ヘナモン）
- クロノクルセイド（2003年 - 2004年、教官、楽団員）
- コロッケ!（フグチリ、レバニラ、ボンレス 他）
- 魔探偵ロキRAGNAROK（記者A）

2004年
- R.O.D -THE TV-（スタッフ）
- 頭文字D Fourth Stage（東堂塾OB）
- うちゅう人 田中太郎（ザット・ライオン）
- かいけつゾロリ（2004年 - 2006年、警官、若者、警察官、現場監督、赤鬼 他）- 2シリーズ
- 魁!!クロマティ高校（バース高ワル）
- せんせいのお時間（教頭）
- ティーン・タイタンズ（クラル）
- ゾイドフューザーズ（野盗1）
- ブラック・ジャック（2004年 - 2005年、助手C、おまわりさん、医師、救急隊員、仲間 他）
- 舞-HiME（定岡真司、命の兄　他）
- モンキーターン（坂本教官）- 2シリーズ
- RAGNAROK THE ANIMATION（ブラックスミス、アーチャーB、船員）

2005年
- SHUFFLE!（2005年 - 2007年、医師A、医者）- 2シリーズ
- 戦国英雄伝説 新釈 眞田十勇士 The Animation
- スターシップ・オペレーターズ（MP隊長）
- ゾイドジェネシス（マッカ准将）
- ふしぎ星の☆ふたご姫（ペギー船長）
- BLACK CAT（ブルム＝プルマン）

2006年
- MAJOR 2nd SEASON（主審）

2007年
- D.Gray-man（アクマA）

2008年
- ゴルゴ13（2008年 - 2009年、ブラウン、ノイス）

2018年
- 銀河英雄伝説 Die Neue These 邂逅（ルビッチ）

### 劇場アニメ
- 劇場版ポケットモンスター セレビィ 時を超えた遭遇（2001年、アリゲイツ）
- ロックマンエグゼ 光と闇の遺産（2005年、オペレーターチーフ）

### OVA
- 真ゲッターロボ対ネオゲッターロボ（2000年、秘書）
- さばくの国の王女さま（2001年）[9]
- 天地無用! 魎皇鬼（第三期）（2003年、オペレーター）

### ゲーム
- ユーディーのアトリエ 〜グラムナートの錬金術士〜（2002年、アデルベルト・ホッカー[10]）
- ロックマンエグゼ トランスミッション（2003年、クイックマン）
- コロッケ! バン王の危機を救え（2004年、デミグラ教団員、敵ザコ）
- 幕末恋華 新選組（2004年、武田観柳斎）
- ベルセルク 千年帝国の鷲篇 聖魔戦記の章（2004年、モーガン）
- ユーディーのアトリエ 〜グラムナートの錬金術士〜 囚われの守人（2010年、アデルベルト・ホッカー）

### ドラマCD
- LOVELESS（2005年、教師）

### 吹き替え
- サハラに舞う羽根
- ヤング・スーパーマン

### テレビ番組
- ひとりでできるもん!（チャワンダー）

### シリーズ一覧
1. ↑  第1シリーズ（2002年）、第2シリーズ『AXESS』（2004年）、第4シリーズ『BEAST』（2005年）